# Дюжина Аббатов
«Дюжина аббатов» (итал. I dodici abati di Challant) — исторический роман итальянской писательницы Лауры Манчинелли, опубликованный в 1981 году, лауреат Премиo Монделло. Его действие происходит в конце XIII века в замке, расположенном в горах Валле-д'Аоста.

## Сюжет
Герцог Франкино Мантуанский 25 лет от роду наследует по завещанию замок с условием оставаться верным религии и блюсти целомудрие. Сомнительное предложение, «но он принял наследство, ибо ему показалось некрасивым не принять его, ведь обычно так и поступают, а почему – этого, в сущности, он и сам не знал». Дюжина аббатов из окрестных монастырей призвана заботиться о соблюдении обязательств герцогом, но все таинственным стечением обстоятельств погибают один за другим. Со смертью последнего замок охватывает пожар. Жители вольны идти куда угодно, а герцог освобождается от своего обязательства.
Все персонажи, среди которых есть те, кто появляется единожды, олицетворяют социальные классы Средневековья.

## Переводы на русский язык
- Дюжина аббатов / Перевод книги: Е. Сергеева, Д. Митрофанова. — 2006. — 192 с. — (Корабль дураков). — ISBN 5-17-033905-4.